# الموجز في الطب
الموجز في الطب، يُعرف أيضًا باسم موجز القانون. كتاب طبي شامل من تأليف الطبيب والعالم العربي ابن النفيس، الكتاب في الأصل هو اختصار وشرح لكتاب القانون لابن سينا. يُعتقد أن ابن النفيس كتبه في بداية حياته العلمية، وقد أعيد نشره مررًا بالاعتماد على مخطوطات محفوظة في مكتبات دمشق ومصر.
الكتاب بنسخته الحالية المطبوعة يبلغ حوالي 350 صفحة ويقسم إلى عدد كبير من الفصول والأجزاء

## تفاصيل عن الكتاب وطريقة ترتيبه
قسم ابن النفيس كتابه إلى جزئين رئيسيين، الأول نظري والثاني عملي.
يتألف الجزء النظري من الأبواب التالية:
1. الأمور الطبيعية.
2. أحوال بدن الإنسان.
3. أسباب الأمراض والعلل.
4. علامات الأمراض والعلل.

أما القسم العملي فينقسم بدوره لجزئين، الأول يتحدث عن طرق حفظ الصحة (الوقاية)، والثاني عن العلاج ويقسم إلى:
1. الأغذية.
2. الأدوية المفردة.
3. الأدوية المركبة.
4. علاج الأمراض التي تخص عضوًا معينًا.
5. علاج الأمراض التي لا تخص عضوًا معينًا.
6. البثور والجروح والأوبئة.
7. الكسور والرضوض والخلع والوثي.
8. الشعر.
9. السموم والاحتراز منها.

## لمحة عن المؤلف

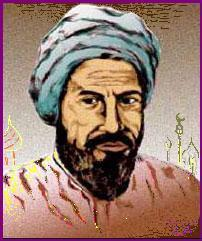
ابن النفيس

أبو الحَسَن عَلاَءُ الدِّينِ عَلْي بن أبي الحَزم الْخَالِدِيّ المَخزُومَي القََرَشي الدِّمَشْقِيّ الملقب بابن النفيس ويعرف أحيانًا بالقَرَشي نسبة إلى قبيلة قريش العربية (607هـ/1213م - 687هـ/1288 م). ولد في دمشق وتوفي في القاهرة، هو عالم موسوعي وطبيب مسلم، له إسهامات كثيرة في الطب، أهمها كتابه شرح تشريح القانون الذي وضع فيه تصورًا أوليًا عن الدورة الدموية الصغرى، وأصبح بفضله يعتبر مكتشف الدورة الدموية الصغرى، وأحد رواد علم وظائف الأعضاء في الإنسان، حيث وضع نظريات يعتمد عليها العلماء إلى الآن. عين رئيسًا لأطباء مصر. ويعتبره كثيرون أعظم فيزيولوجيّي العصور الوسطى. ظل الغرب يعتمدون على نظريته حول الدورة الدموية، حتى اكتشف ويليام هارفي الدورة الدموية الكبرى وشرحها في كتابه مقالة تشريحية عن حركة القلب.

## كتب وأعمال أخرى لابن النفيس
يعتبر ابن النفيس من العلماء الموسوعيين بفضل غزارة إنتاجه العلمي لا سيما في مجال الطب والصيدلة، ومن أهم أعماله: شرح تشريح القانون، والشامل في الصناعة الطبية، والمهذب في الكحل المجرب، وشرح فصول أبقراط، وشرح تشريح جالينوس، والمختار في الأغذية، وشرح كتاب الأوبئة لأبقراط، وشرح مسائل حنين بن إسحق.

## أهمية الكتاب وتأثيره
حظي كتاب الموجز في الطب على إعجاب وقبول الأطباء العرب في عصره بفضل أهمية وشهرة مؤلفه من جهة، ولأنه كتاب مختصر من جهة أخرى، فقد لخص فيه ابن النفيس كتاب القانون كبير الحجم وشرحه وهذبه. ترجم هذا الكتاب إلى اللغة العبرية واللغة التركية، وقد يكون وصل إلى أوروبا من ترجمته العبرية.